# Alestes comptus
Alestes comptus és una espècie de peix de la família dels alèstids i de l'ordre dels caraciformes.

## Morfologia
- Els mascles poden assolir 6,3 cm de longitud total.[4][5]

## Hàbitat
És un peix d'aigua dolça i de clima tropical.

## Distribució geogràfica
Es troba a Àfrica: riu Congo.